# Rhopalochernes chamberlini
Rhopalochernes chamberlini es una especie de arácnido  del orden Pseudoscorpionida de la familia Chernetidae.

## Distribución geográfica
Se encuentra en Pueblo Cuyagua (Venezuela).